# Église Notre-Dame de Courson
Pour les articles homonymes, voir Église Notre-Dame.
Ne doit pas être confondu avec Église Notre-Dame de Notre-Dame-de-Courson
L'église Notre-Dame est une église catholique située à Courson, en France.

## Localisation
L'église est située dans le département français du Calvados, dans le bourg de Courson.

## Historique
La construction de l'église date du XVIe siècle.
L'édifice est inscrit au titre des Monuments historiques depuis le 19 septembre 1928, la voûte en bois, la charpente et la couverture sont classées depuis le 2 juillet 1973.